# 住吉豊継
住吉 豊継（すみのえ の とよつぐ）は、平安時代初期の貴族。姓は朝臣。従五位下・住吉継麻呂の子。官位は従五位上・左兵衛佐。

## 経歴
大同5年（810年）に発生した薬子の変において、右近衛将曹として左近衛将監・紀清成と共に拘禁していた藤原仲成を射殺する役目を果たした。
弘仁5年（814年）正月に従七位下から八階昇進して一旦従五位下に叙せられるが、正六位上の位階に留まっていた父・継麻呂に昇叙を譲ることを願って許され、継麻呂は従五位下に、豊継は従六位下に叙せられることになった。結局、翌月になって豊継は従五位下に叙爵し左兵衛佐に任ぜられている。
嵯峨朝末の弘仁13年（822年）従五位上に至る。

## 官歴
『日本後紀』による。
- 大同5年（810年） 9月11日：見右近衛将曹
- 時期不詳：従七位下
- 弘仁5年（814年） 正月7日：従五位下。正月8日：従六位下（父豊麻呂譲り）、見左近衛将監。2月15日：従五位下、左兵衛佐。7月1日：兼常陸介
- 弘仁13年（822年） 正月7日：従五位上